# Шенборн

Герб родини Шенборнів

Шенборн (нім. Schönborn) — аристократична німецька династія X ст., князі баварської землі, яка нараховує кілька високопоставлених осіб римо-католицького духовенства.
Представники цієї родини були найбільшими землевласниками на Закарпатті.

## Історія
Після придушення антигабсбурзького повстання маєтки князя Ракоці та повстанців 31 липня 1728 року були подаровані цісарем Карлом VI архієпископу Майнца Лотару Францу Шенборну, який доручив керівництво своїми володіннями кузену Фрідріху Карлу Шенборну як спадкоємцю.
Шенборнівська домінія складалася з 152 сіл, 15 присілків, 4 торгових міст, а в купленому від княгинь Софії Баторі і Естергазі знаходилося ще 33 села. У документі від 5 вересня 1728 року говориться, що третина домінії — це низина з доброю землею, решта — гірська земля і ліси.
Цісар Карл VI в дарчому листі Лотару Францу Шенборну 13 липня 1728 року пише, що панство подаровано йому навічно. Та наприкінці січня 1729 року старий архієпископ помирає. Його секретар прибуває в Мукачево, щоб тимчасово перебрати маєток. А 30 січня 1729 року Бамберзьким єпископом стає Фрідріх Карл Шенборн, який приймає спадщину усієї домінії.
Фрідріх Карл Шенборн склав план заселення гірських сіл німецькими колоністами, які могли би вплинути на місцеве населення своїм прикладом господарювання. Граф, побачивши, що на одержаних карпатських землях мало трудового люду, особливо ремісників, виноробів, технічного персоналу, пересилає в Мукачево німецьких колонізаторів по 50-100 осіб, а пізніше — й цілими сім'ями.
У 1746 році раптово помер Фрідріх Карл Шенборн і домінію успадкувала родина віденських графів Шенборнів-Бухгеймів. На відміну від Шенборнів-баварців, вони були справжніми світськими особами. Нова володарка, графиня Шенборн-Менфред, мати і опікунка малолітнього володаря домінії Євгена-Ервіна, почала запрошувати колоністів з Верхньої Австрії.
При графі Євгені-Ервіні домінія швидко стала на ноги. Він був і головою Березького комітату, розпочав першим вирощувати картоплю, соняшник, кукурудзу, розводити спеціальну породу бджіл, в маєтку було налагоджено підприємство для виготовлення свічок із воску. Приділяв велику увагу розведенню садів і виноградників, продукція яких відправлялась у Відень. Берегівське вино йшло на продаж в Галичину та Росію. Було організовано виробництво пива. Підгорянська пивоварня здобула європейське визнання.
Коли у 1746 році Євген-Ервін Шенборн вирішив реконструювати Мукачівський замок, її здійснювали німецькі спеціалісти. Також було побудовано Підгорянську суконну мануфактуру (село Підгоряни в околицях Мукачева), в Нижній Грабівниці паперову фабрику, в Мукачеві та Береговому цегельно-черепичні фабрики. В домінії запрацювали дві паленчарні (гуральні), парові млини, понад 80 водяних млинів. В Грабівниці діяла фабрика по виготовленню скла і пляшок, в Сваляві — завод мінеральних вод, в Мукачеві — тютюнова фабрика.
Щоосені, у вересні, Шенборни влаштовували у своїх лісових володіннях відстріл диких звірів, в яких брала участь елітна аристократія Будапешта і Відня. Для цього Шенборн-Бухгейм Фрідріх Карл Ервін — представник п'ятого покоління Шенборнів — будує в 1889 році замок Берегвар, який декілька разів потім перебудовувався. На ставку, де плавали лебеді, гості катались на човнах.
Графу Фрідріху-Карлу Шенборн-Бухгейму 12 лютого 1912 року присвоєно (посмертно) звання почесного громадянина Мукачева.
Останній з династії Шенборнів — граф Георг-Ервін фон Шенборн-Бухгейм в 1944 році залишив замок Берегвар і повернувся в Австрію. З 1945 року прилаторичні ліси перейшли у власність держави, а землі передано малоземельним та безземельним селянам, які потім перейшли колгоспам. На базі мисливського замку відкрито санаторій «Карпати» (див. Палац графів Шенборнів). Так закінчилась династія Шенборнів на Закарпатті.
50 літ потому графині Крістині Шенборн-Бухгейм, дружині графа Георга-Ервіна, вдалося відвідати місто Мукачево (тоді ж вона виступила спонсором реставрації замку Берегвар). А нещодавно до Мукачева, з нагоди століття освячення головного римо-католицького собору міста, завітав кардинал Крістоф Шенборн — племінник графа Георга-Ервіна.
22 жовтня 1997 року графині Крістині Шенборн-Бухгейм присвоєно звання «Почесний громадянин міста Мукачева» за її щедру благодійницьку допомогу.
Родичка графині Чорі Анна з 1894 року жила у маєтку батьків у селі Яблуневе Мукачівського району. Більшовицька влада відібрала всі володіння, залишивши малий будинок у селі. Там вона прожила до глибокої старості.
Герб роду Шенборнів-Бухгаймів: у червоному щиті, на срібній горі з трьома верхами, — золотий лев у срібному озброєнні (очі, кігті, язик), що крадеться праворуч. В українській міській геральдиці XIX століття цей герб виступав на печатці закарпатського містечка Нижні Верецьки (нині — с. Нижні Ворота Воловецького району), як тогочасного володіння Шенборнів.